# Лещенко Станіслав Михайлович
Лещенко Станіслав Михайлович (* Київ, 1951) — радянський і український режисер-мультиплікатор.

## Біографічні відомості
Закінчив Київський державний університет ім. Т. Г. Шевченка.
Зняв кілька рекламних роликів.
Дебютував як режисер стрічкою «До другого пришестя» (1994, демонструвалася на кінофестивалі «Крок—95»), автор сценарію фільму «Муві-няня» (Safary/«Сафарі» (1996, реж. Н. Чурилова).
З 1998 р. живе у Нью-Йорку.

## Фільмографія
- «Казка про білу крижинку» (1974, асистент у співавт.)
- «Як чоловіки жінок провчили» (1976, асистент у співавт.)
- «Пригоди капітана Врунгеля» (1976—1979, мультсеріал; асистент у співавт.)
- «Парасолька на модному курорті» (1977, асистент у співавт.)
- «Нічні капітани» (1978, художник)
- «Лікар Айболить» (1-5, 7 серії, мультиплікатор)
- «Останній бій» (1989, директор знімальної групи)
- «Безтолковий вомбат» (1990, директор знімальної групи)
- «Страсті-мордасті» (1990, директор знімальної групи) та ін.